# عين عبس
عين عبس منطقة تاريخية أثرية تقع في منطقة القصيم وسط المملكة العربية السعودية.

## التاريخ
تنسب العين إلى قبيلة بني عبس العربية الشهيرة التي كانت تقطن نجد (منطقة القصيم حاليًا)٬ ولا سيما في النواحي الشمالية والغربية منها، حيث كانت مضارب هذه القبيلة تتمركز في العصر الجاهلي إلى وقت قصير في ناحية عيون الجواء٬ ومازالت هذه الناحية تحتفظ بعدد غير قليل من المواضع التي تنسب إلى القبيلة أو إلى أحد أفرادها٬ ولقد أورد شاعر القبيلة عنترة بن شداد العبسي بعض الأمكنة الواقعة في منطقة الجواء٬ وذلك في معلقته التي مطلعها:

## الوصف
وتقع العين في الجهة الغربية من بلدة غاف الجواء٬ في منطقة صخرية تكسوها طبقة رملية كثيفة قرب مزارع البلدة٬ وكان لهذه العين مجرى طويل يصل العين بالأراضي الزراعية في غاف الجواء٬ ومنه فرع يمتد جنوبًا حتى محافظة عيون الجواء على مسافة 6 كم٬ وقد نفذ مجرى العين بطريقة هندسية جيدة٬ فإذا كانت الأرض مرتفعة عن المنسوب الذي يسمح للماء بالجريان فيها٬ فإنها تحفر على هيئة خندق عرضه يراوح بين متر ومتر ونصف٬ ثم يسقف بألواح حجرية طويلة مثبتة بالطين. أما إذا كانت الأرض منخفضة عن منسوب الماء فإن المجرى تشيد له قنطرة تبنى بالأحجار٬ ويبطن داخلها بطبقة طينية سميكة٬ ولاتزال بقايا هذه القنطرة وكذلك المجرى المنقور بالصخر شاخصة إلى الآن.

## المشاهدات
لقد ذُكر كثير من القصص والروايات الشفهية التي يتوارثها الناس حول العين ومجراها وغزارة مياهها وأسباب توقفها. ويتناقل كبار السن من سكان غاف الجواء أنهم شاهدوا في جوانب المجرى الصخري حفرًا منقورة في الصخر على هيئة رفوفُ تستخدم لرفع القناديل أو الشموع التي تضيء المجرى وقت حفره أو صيانته٬ وقد بقيت آثار السنو أو دخان القناديل داخل تلك الرفوف٬ ونقل العبودي عن أحد شيوخ أهالي عيون الجواء "أنه اكتشف في أحد ممري العين مسيل ماء من الرصاص٬ مما يدل على أن أهلها كانوا قد بلغوا مبلغًا كبيرًا من الحضارة والتمدن٬ واستوردوا ذلك من خارج المنطقة.
يعتقد بعض الباحثين الذين وقفوا على بعض آثار عين عبس٬ أنها قد بنيت بأيدي أناس مهرة في هذا الميدان٬ ويرجح أنها من إجراء عبد الله بن عامر بن كريز الذي كان أميرًا على البصرة للخليفة عثمان بن عفان٬ وأنه قد أحضر أولئك العمال من العراق من بعض المناطق التي اعتاد أهلها على العمل في هندسة إجراء العيون وفتح القنوات.